# Zhou Kangwang
Zhou Kangwang (周康王), de son nom personnel Ji Zhao (姬釗), fut le troisième souverain de la dynastie Zhou. Il fut intronisé à Hao (鎬) en 1020 av. J.-C.

## Règne
Il poursuivit avec succès la politique paternaliste de son prédécesseur. Il étendit les frontières du royaume Zhou au nord et à l'ouest. Il réprima une rébellion qui a sévi dans l'Est du pays. Sous son règne bienveillant, le royaume des Zhou fut prospère. Il régna de 1020 à 996 av. J.-C.